# Dollaro
     Paesi che utilizzano il dollaro statunitense
     Paesi che adottano altre monete chiamate "dollaro"
     Paesi che hanno usato una moneta chiamata "dollaro" in passato

Paesi che utilizzano il dollaro statunitense
Paesi che adottano altre monete chiamate "dollaro"
Paesi che hanno usato una moneta chiamata "dollaro" in passato

Il dollaro è la valuta ufficiale di vari territori e Stati del mondo.
Viene rappresentato dal simbolo $, solitamente posto davanti alla cifra (nel Canada di lingua francese viene generalmente posto dopo). Ci sono diverse versioni sulla provenienza di questo simbolo: quella più accreditata lo fa derivare dalle colonne d'Ercole rappresentate sulle monete coloniali spagnole.

## Etimologia
Il nome contemporaneo è derivazione anglofona e centroeuropea di un'altra valuta antica, il tallero (tolar in Boemia, thaler in Germania e daler in Svezia) in uso in vari paesi europei a partire dal XVI secolo. 
Il nome tallero proviene dal tedesco tal - thal, "valle". Era la denominazione del Guldengroschen (una moneta in argento ma con valore pari al fiorino d'oro) che veniva coniata, a partire dal 1518, con l'argento proveniente da una ricca miniera sita nella Valle di San Gioacchino (St. Joachims thal) nel nord-ovest della Boemia, ora Jáchymov, nella Repubblica Ceca. 

## Storia
Il dollaro è stata una moneta della Scozia durante il XVII secolo; si sostiene che sia stato inventato presso l'Università di St. Andrews. Era una moneta conosciuta già all'epoca di Shakespeare: è citato, ad esempio, nel Macbeth.
Il dollaro spagnolo fu una moneta d'argento spagnola, del valore di 8 reali, il peso. Si diffuse durante il XVIII secolo nelle colonie spagnole del Nuovo Mondo. L'uso del dollaro spagnolo e del tallero di Maria Teresa, come valuta legale alla nascita degli Stati Uniti, è all'origine del nome della odierna valuta. Il simbolo del dollaro, $, sembra trovare la sua origine nel Messico coloniale.
La parola dollar come equivalente inglese di tallero era utilizzata già da 200 anni prima della guerra d'indipendenza americana. Il dollaro spagnolo o "pezzo da 8", come veniva chiamato, fu in circolazione nelle 13 colonie britanniche e divenne la valuta legale degli Stati Uniti a partire dalla Virginia.

## Valute in corso
- Dollaro australiano
- Dollaro canadese
- Dollaro giamaicano
- Dollaro liberiano
- Dollaro namibiano
- Dollaro neozelandese
- Dollaro statunitense
- Dollaro surinamese
- Dollaro dei Caraibi Orientali
- Dollaro del Belize
- Dollaro del Brunei
- Dollaro della Guyana
- Dollaro delle Bahamas
- Dollaro di Bermuda
- Dollaro delle Cayman
- Dollaro delle Cook
- Dollaro delle Figi
- Dollaro delle Salomone
- Dollaro di Barbados
- Dollaro di Hong Kong
- Dollaro delle Kiribati
- Dollaro di Singapore (dolar, வெள்ளி)
- Dollaro di Trinidad e Tobago
- Dollaro delle Tuvalu
- Dollaro taiwanese
- Tala samoano

## Valute fuori corso
- Dollaro di Antigua
- Dollaro del Borneo del Nord
- Rixdollar di Ceylon
- Dollaro della Columbia Britannica
- Dollaro confederato
- Dollaro continentale
- Dollaro dominicano
- Dollaro di Grenada
- Dollaro hawaiano (dala)
- Dollaro delle Indie occidentali britanniche
- Dollaro dell'Isola del Principe Edoardo
- Dollaro di Kiao-Ciao
- Holey dollar
- Dollaro malese
- Dollaro della Malesia e del Borneo britannico
- Dollaro mauriziano
- Dollaro mongolo
- Dollaro di Nevis
- Dollaro del Nuovo Brunswick
- Dollaro della Nuova Scozia
- Dollaro di Penang
- Dollaro portoricano
- Dollaro rhodesiano
- Dollaro sierraleonese
- Dollaro spagnolo
- Dollaro di Saint Kitts
- Dollaro di Saint Lucia
- Dollaro di Saint Vincent
- Dollaro di Sarawak
- Dollaro dello Stretto
- Dollaro di Sumatra
- Vecchio dollaro taiwanese
- Dollaro di Terranova
- Dollaro del Texas
- Dollaro di Tobago
- Dollaro di Trinidad
- Dollaro dell'occupazione giapponese
- Dollaro zimbabwese